# پییر روزنبرگ
پییر روزنبرگ (فرانسوی: Pierre Rosenberg‎؛ زادهٔ ۱۳ آوریل ۱۹۳۶) تاریخ‌نگار هنر و استاد و اهل فرانسه است. روزنبرگ رئیس افتخاری و مدیر موزه لوور پاریس است.
وی از ۱۹۹۵ عضو فرهنگستان فرانسه است.
روزنبرگ همچنین برندهٔ جوایزی همچون لژیون دونور (فرمانده) و لژیون دونور (افسر) شده‌است.